# Chimarra ypsilon
Chimarra ypsilon är en nattsländeart som beskrevs av Oliver S. Flint Jr. 1983. Chimarra ypsilon ingår i släktet Chimarra och familjen stengömmenattsländor. Inga underarter finns listade i Catalogue of Life.